# Erik Montan
Pehr Erik Montan, född den 18 juni 1895 i Karlsborg, Skaraborgs län, död den 5 november 1968 i Uppsala, var en svensk präst. Han var dotterson till Carl Alfred Cornelius och son till Pehr Montan.
Montan avlade studentexamen i Stockholm 1913, filosofie kandidatexamen vid Uppsala universitet 1917 och teologie kandidatexamen 1928. Han blev kyrkoadjunkt i Leksands församling 1930 och komminister där 1931. Montan var kyrkoherde i Lindesbergs och Linde församlingar 1952–1961. Han blev prost honoris causa 1955 och var kontraktsprost 1959–1961. Molin var ledamot av kyrkomötet 1953. Han var minnestecknare vid prästmötet i Västerås stift 1949 och preses 1955. Montan blev ledamot av Nordstjärneorden 1956. Han vilar på Leksands kyrkogård.